# Dytmarów (gmina w rejencji opolskiej)
Dytmarów (niem. Amtsbezirk Dittersdorf) – zbiorowa gmina wiejska (Amtsbezirk) w powiecie prudnickim, rejencji opolskiej. Funkcjonowała w latach 1874–1945 w Rzeszy Niemieckiej. Siedzibą gminy był Dytmarów (Dittersdorf).
Gminę Dytmarów utworzono 1 maja 1874 na obszarze powiatu prudnickiego. Powstała z obszaru gromad Dytmarów, Skrzypiec (Kreiwitz) i Krzyżkowice (Kröschendorf). Pierwszym administratorem okręgu został Johann Müller zamieszkały w Krzyżkowicach.
Jednostka przetrwała do 1945 roku. Po II wojnie światowej została zniesiona. Władze polskie nie odtworzyły gminy w reaktywowanym powiecie prudnickim.